# Thank You (álbum de Duran Duran)
Thank You é o oitavo álbum de estúdio lançado pela banda britânica Duran Duran, em 1995. O álbum é composto por covers de vários artistas entre os anos 60 e 70, tais como Grandmaster Flash, Lou Reed, Elvis Costello, The Doors, Led Zeppelin e muitos outros. Embora o álbum tivesse bom desempenho nas paradas, Thank You foi mal recebido pela crítica. O álbum ganhou uma reputação como um dos piores lançamentos de música de todos os tempos. Os editores da revista  Q classificaram na primeira posição em sua lista de 2006, intitulada "Os 50 Piores Álbuns de Todos Os Tempos". Em 2014, Brian Boyd, do The Irish Times, disse que o álbum é "precisamente conhecido" como o pior álbum da história".
A faixa-título ("Thank You" - Led Zeppelin) originalmente apareceu em uma forma editada (5:06) na trilha sonora do filme de 1994  Com Mérito. Uma edição ainda mais curta (4:32) apareceu no álbum Encomium: A Tribute to Led Zeppelin, um mês antes da versão completa ter sido lançada neste álbum.

## Recepção da crítica
os dois singles do álbum foram covers de "White Lines (Don't Do It) do Grandmaster Melle Mel" e "Perfect Day" de Lou Reed. A faixa "Lay Lady Lay" de Bob Dylan foi lançado como Single somente na Itália.
J.D. Considine, da revista Rolling Stone disse: "Algum(as) das idéias em jogo aqui são erroneamente incríveis, como a easy-listening, de "Watching The Detectives" de Elvis Costello ou a versão de "Thank You" do Zeppelin que parece que a banda está fazendo um cover de Chris DeBurgh. Mas é preciso um certo gênio dementoso para reconhecer "Success" de Iggy Pop como a melodia de Gary Glitter que deveria ser ou refeita em "911 Is a Joke", que soa mais como  Beck do que como Public Enemy".
"Perfect Day", foi o primeiro single de Thank You, que fez um sucesso razoável, atingindo a 28ª posição das paradas britânicas. Nos Estados Unidos, foi um fracasso do Billboard Hot 100, atingindo apenas a 101ª posição. O lado B do single era uma versão da música " Femme Fatale" da banda The Velvet Underground, disponível anteriormente em 1993, no Álbum  The Wedding Album.
No entanto, apesar da recepção negativa, Lou Reed disse na mídia de imprensa que acompanhou o álbum que a versão de Duran Duran de "Perfect Day" foi "O melhor cover já feito de uma das minhas próprias músicas"

## Faixas
1. "White Lines" (Grandmaster Flash) – 5:31
2. "I Wanna Take You Higher" (Sly & The Family Stone) – 5:06
3. "Perfect Day" (Lou Reed) – 3:51
4. "Watching the Detectives" (Elvis Costello) – 4:48
5. "Lay Lady Lay" (Bob Dylan) – 3:53
6. "911 Is a Joke" (Public Enemy) – 3:59
7. "Success" (original por Iggy Pop, composta por Iggy Pop e David Bowie) – 4:05
8. "Crystal Ship" (The Doors) – 2:52
9. "Ball Of Confusion" (The Temptations) – 3:46
10. "Thank You" (Led Zeppelin) – 6:36
11. "Drive By" (Duran Duran - introduction to "The Chauffeur") – 5:34
12. "I Wanna Take You Higher Again" (Sly & The Family Stone) – 4:25

Faixas adicionais para versão lançada no Japão:
1. "Femme Fatale" por Velvet Underground
2. "Diamond Dogs" por David Bowie

## Singles
1. "White Lines"
2. "Perfect Day"

## Formação
- Simon Le Bon - Vocais
- John Taylor - Baixo
- Warren Cuccurullo - Guitarra
- Nick Rhodes - Teclados